# Strade (Giordana Angi)
Strade è un singolo della cantautrice italiana Giordana Angi, pubblicato il 18 aprile 2025.

## Descrizione
Il brano è stato scritto e composto dalla stessa cantautrice (durante la tournée con Sting), che ha anche curato la produzione con Fabio Brignone e Francesco Luzzi.

## Promozione
Il brano è stato eseguito dalla stessa cantautrice il 19 aprile 2025 nel corso della quinta puntata del serale della ventiquattresima edizione del talent show Amici di Maria De Filippi.

## Video musicale
Il video musicale, diretto da Vincenzo Acquaviva, è stato pubblicato in concomitanza all'uscita del brano attraverso il canale YouTube della cantautrice.

## Tracce
Testi e musiche di Giordana Angi.
1. Strade – 3:14

## Formazione
- Giordana Angi – voce, pianoforte, registrazione, produzione
- Andrea Frittelli – chitarra
- Angelo Nobili – basso
- Bernardino Pozzani – batteria
- Fabio Brignone – produzione
- Francesco Luzzi – masterizzazione, missaggio, produzione